# Rosalias

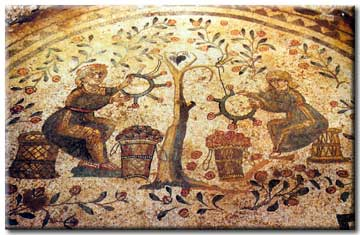
Niños trenzando guirnaldas de rosas. Mosaico del de la Villa del Casale, Piazza Armerina.

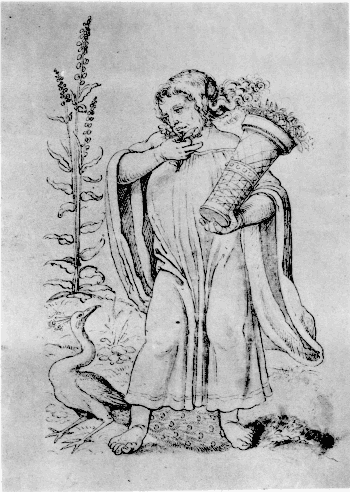
Ilustración del mes de mayo basada en el Calendario de Filócalo (año 354), que sitúa las Rosalias el 23 de mayo, la misma fecha que el Tubilustrium.

Las Rosalias (en latín Rosalia o Rosaria) o fiestas de las rosas son unas fiestas romanas en honor de los difuntos en donde se depositaban rosas en sus tumbas.
Estas fiestas se celebraban en fechas diversas, dependiendo fundamentalmente del lugar, aunque principalmente se festejaban en mayo, aunque podían llegar hasta mediados de julio. Su observancia a veces se llamaba rosatio ('adorno de rosa') o 'dies rosationis', 'día del adorno de rosa', y podría celebrarse también con violetas, llamándose entonces violatio, "adorno con violetas", también dies violae o dies violationis, "días del adorno de violetas".
La Rosatio se desarrolló a partir de la costumbre de colocar flores en los lugares de enterramiento. Los difuntos no podían ser olvidados pues la pietas y el temor por la necesidad de apaciguar sus almas, aconsejaban honrarlos y recordarlos. Fue una de las prácticas religiosas más extendidas con la que los romanos cuidaban a sus muertos, reflejando el valor que se atribuye a la tradición (el mos maiorum, 'la costumbre de los antepasados'), al linaje familiar y los monumentos conmemorativos que podían ir desde simples inscripciones hasta grandes obras públicas. En el calendario romano se reservaron varias fechas específicas públicamente reglamentadas como días festivos o días conmemorativos dedicados a los muertos, independientemente de las prácticas privadas.
Aunque la vida seguía, los difuntos no podían ser olvidados. La pietas y el temor aconsejaban honrarlos y cuidar de su sepultura. Se estableció, por este motivo, un conjunto de celebraciones específicas públicamente reglamentadas, al margen de las actuaciones personales. Eran los Parentalia, los Lemuria, los Violaría y los Rosalía.

## Simbolismo

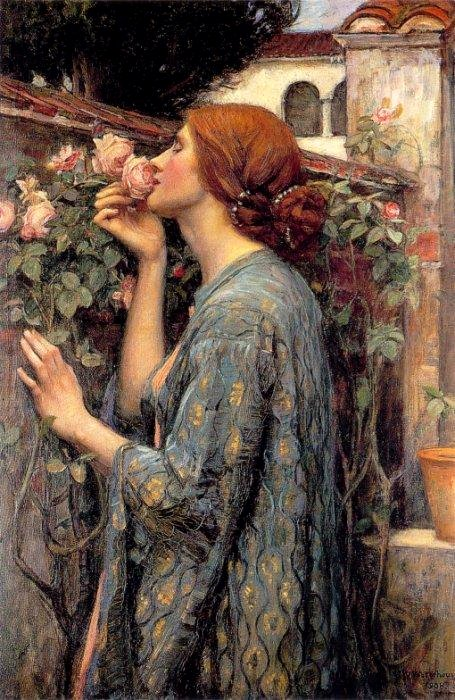
El alma de la rosa (1908), Psique en el jardín de Cpido por Waterhouse.

Las flores eran símbolos tradicionales de rejuvenecimiento, renacimiento y memoria, con los colores rojo y púrpura de las rosas y violetas que evocaban el color de la sangre como una forma de propiciación. Su período de floración enmarca la temporada de la primavera, siendo las rosas las últimas en florecer y las violetas las más tempranas.
Como parte de los banquetes, tanto festivos como funerarios, las rosas adornaban "una extraña comida... juntando la vida y la muerte, considerados como dos aspectos del mismo infinito y desconocido proceso". En algunas áreas del Imperio, las Rosalias eran asimiladas o sincretizadas con elementos florales de las fiestas de primavera de Dioniso, Adonis y otras divinidades. No obstante, los adornos de rosas, como práctica, no estaban estrictamente ligados al culto de deidades particulares, por lo que se prestaban a su utilización en conmemoraciones judías y cristianas. Los primeros escritores cristianos transfirieron las imágenes de guirnaldas y coronas de rosas y violetas al culto de los santos.

## Rosalias militares

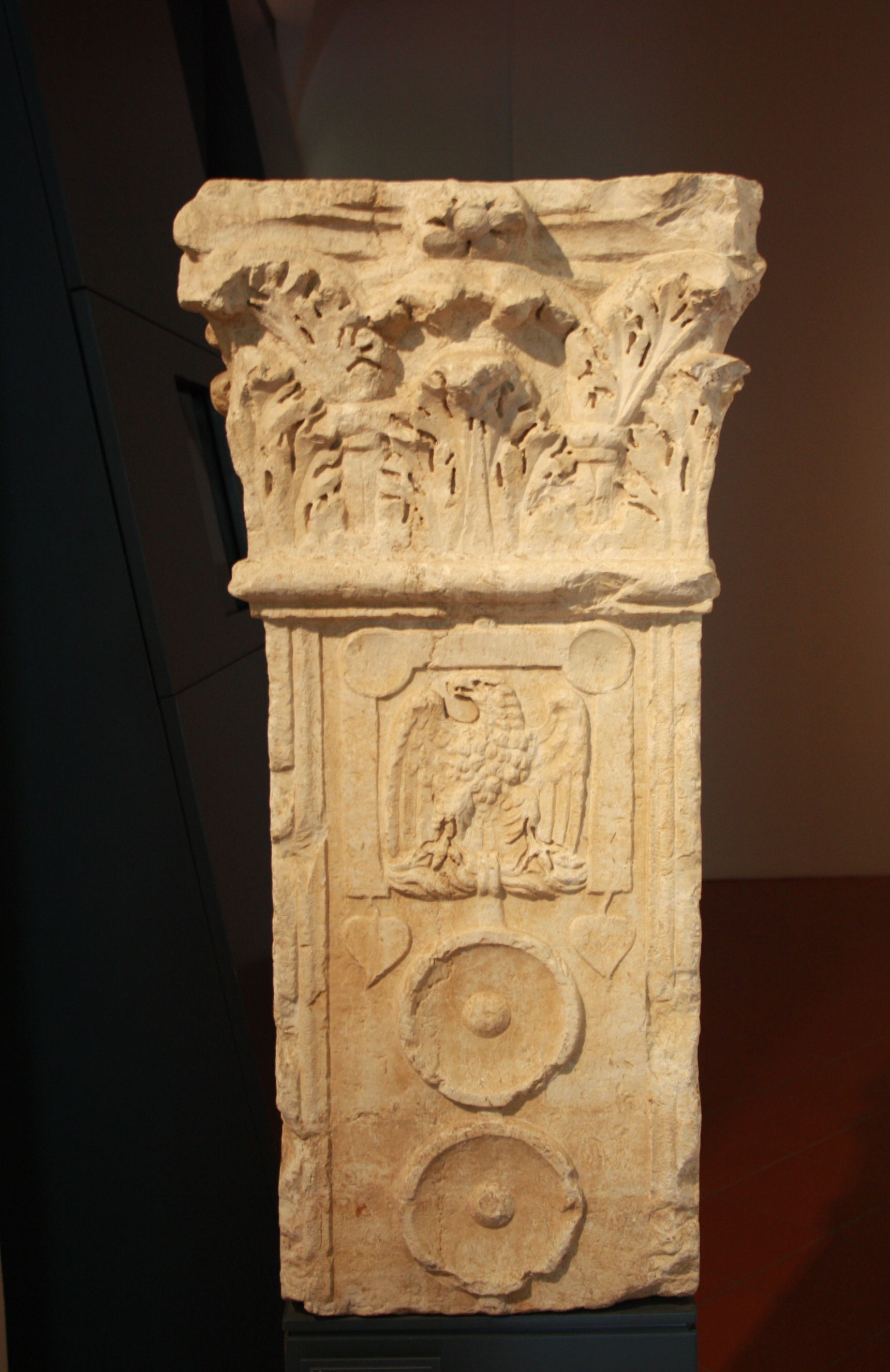
El águila romana de un estandarte militar en un monumento funerario de un soldado (siglos I-II).

Como expresión religiosa, también se podía ofrecer una Rosalia o Rosatio a la estatua de culto de una deidad u a otros objetos venerados. En mayo, el ejército romano celebraba el Rosaliae signorum, unas fiestas de rosas donde de adornaban los estandartes militares con guirnaldas. Las fiestas de rosas de asociaciones y círculos privados están documentados por al menos cuarenta y una inscripciones en latín y dieciséis en griego, donde su observancia a menudo se la llamarhodismos.
El ejército romano celebraba la Rosaliae signorum cuando los estandartes militares (signa) se adornaban con rosas en una supplicatio, en dos fechas de mayo. A. H. Hooey consideraba que la fiesta de las rosas militar incorporaba las fiestas tradicionales de primavera de las deidades vegetativas.
Se tiene constancia de esta fiesta en el Feriale Duranum, un calendario en papiros para una cohorte romana estacionada en Dura-Europos durante el reinado de Alejandro Severo (años 224–235). Se cree que el calendario representa un calendario religioso estándar emitido para los militares. El día de la primera de las dos Rosalias es incierto debido a un texto fragmentado, pero coincidía con el período de las Lemurias, días festivos arcaicos del 9, 11 y 13 de mayo por motivos propiciatorios (lemures o larvae) de aquellos cuya muerte prematura los dejó vagando por la tierra en lugar de pasar al inframundo. 
Las ceremonias de las Lemurias, en la descripción de Ovidio, mostraban el chisporroteo de las habas negras como un gesto apotropaico especialmente potente. El segundo de los Rosaliae signorum se producía el 31 de mayo, el día anterior a las calendas de junio. La fiesta del 1 de junio, dedicada a la tenebrosa Dea Carna ('Diosa de la carne' o 'Diosa de la comida') y comúnmente llamada 'Calendas de las habas' (Kalendae Fabariae), puede haber pertenecido a los ritos dedicados a los muertos. Y como los días de las Lemurias, estaba marcado en el calendario como nefastus, cuando las actividades normales estaban prohibidas religiosamente. En el Bajo Imperio, el Rosaliae signorum coincidía con el tercer día de los 'Juegos de las habas' (Ludi Fabarici), que tenían lugar del 29 de mayo al 1 de junio, probablemente en honor de Carna. Una inscripción civil hace constar un legado para un adorno de rosas en la Carnaria, a lo que Theodor Mommsen lo interpreta como las Calendas de Carna.

## Cristianización

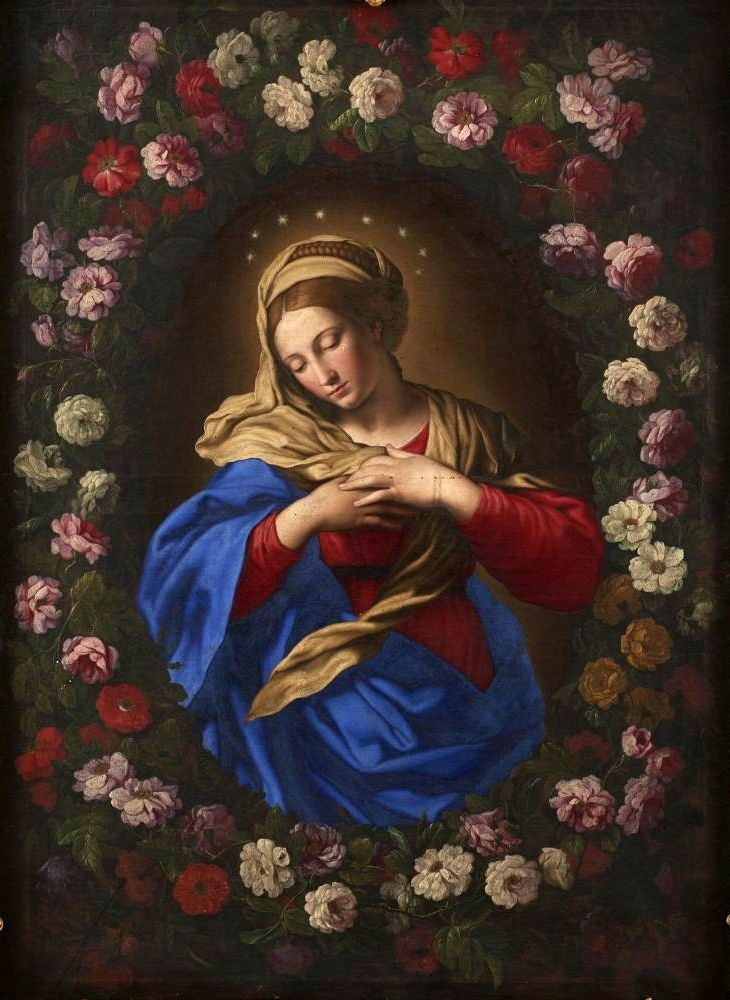
Nuestra Señora en una guirnalda de rosas (mediados del) por Giovanni Battista Salvi da Sassoferrato, retratando a la Virgen con una corona de estrellas y una corona de rosas.

En el siglo VI, se celebró un 'Día de las rosas' en Gaza, en el Imperio romano de Oriente, como una fiesta de primavera que pudo haber sido una continuación cristianizada de las Rosalias. Juan de Gaza escribió dos poemas anacreónticos que dice que presentó públicamente en 'el día de las rosas', y las declamaciones del retórico cristiano Procopio de Gaza y la poesía de Coricio también se presentaron en días de rosas.
Las rosas fueron, en general, parte de la imaginería del arte funerario de los primeros cristianos, junto con la hiedra. Los mártires a menudo se representaban o describían con imaginería floral, o en formas que los identificaban con flores. Paulino de Nola (f. 431) reinterpretó las tradiciones asociadas con las Rosalias en términos cristianos para su poema natal (natalicium) sobre San Félix de Nola, el 14 de enero:

Rocía el suelo con flores, adorna las puertas con guirnaldas. Que el invierno respire la belleza púrpura ('purpureum') de la primavera; que el año esté en flor antes de tiempo, y que la naturaleza se someta al día santo. Para ti también, tierra, debes coronas de flores a la tumba del mártir. Pero la santa gloria de la puerta de los cielos lo circunda, floreciendo con las coronas gemelas de la guerra y la paz.

En uno de los primeros santuarios de mártires existentes, ahora parte de la Basílica de San Ambrosio en Milán, en un retrato en un mosaico que data de 397–402 se representa a San Víctor dentro de una corona de inspiración clásica de lirios y rosas, tallos de trigo, uvas en la vid y ramas de olivo: la forma circular representa la eternidad y la vegetación, las cuatro estaciones. En la imaginación cristiana, el patrón de la flor de la muerte y la sangre a menudo se transfiere de los jóvenes del mito clásico, principalmente Adonis y Attis, a las vírgenes mártires. Prudencio (principios del siglo V) describe a Eulalia de Mérida como una 'tierna flor' cuya muerte la convierte en 'una flor en la guirnalda de mártires de la Iglesia': el flujo de su sangre púrpura produce violetas moradas y crocus rojo sangre (purpureas violas sanguineosque crocos), que adornarán sus reliquias. La rosa también puede simbolizar la sangre derramada con la pérdida de la virginidad en el sacramento del matrimonio.